# アリックス (ウー女伯)
アリックス・ドゥー（Alix d'Eu, 1180年ごろ - 1246年5月）は、ウー女伯およびヘイスティングス女領主（在位：1191年 - 1246年）。ウー伯アンリ2世とサリー伯ハーメルン・ド・ワーレンの娘マティルダの間の娘。1191年に父アンリ2世が死去した際、兄らはみな早世していたためウー伯領およびヘイスティングスを継承した。ノルマンディー家最後のウー伯領の領主である。

## 結婚と子女
1191年以前に、エクソダン領主ラウル1世・ド・リュジニャン（1219年没）と結婚した。ラウル1世はこの結婚によりウー伯およびヘイスティングス領主となった。2人の間には以下の子女が生まれた。
- ラウル2世（1200年頃 - 1246年） - ウー伯[1]
- マティルド（1210年頃 - 1241年8月14日） - 2代ヘレフォード伯ハンフリー・ド・ブーンと結婚、スランソニー修道院に埋葬された[3]。

1246年に死去し、ラ・モット＝サン＝テレに埋葬された。アリックスの死後、ウー伯位はリュジニャン家に継承された。